# ایوون کریگ
ایوون کریگ (انگلیسی: Yvonne Craig؛ زادهٔ ۱۶ مهٔ ۱۹۳۷-درگذشته ۱۷ اوت ۲۰۱۵) یک هنرپیشه اهل ایالات متحده آمریکا بود.
از فیلم‌ها یا برنامه‌های تلویزیونی که وی در آن نقش داشته‌است می‌توان به مریخ به زنان نیاز دارد اشاره کرد. همچنین او نخستین بازیگری بود که نقش باربارا گوردون یا همان بت گرل را ایفا کرد. (در بتمن (مجموعه تلویزیونی) که در سال ۱۹۶۶ ساخته شد).

## گالری

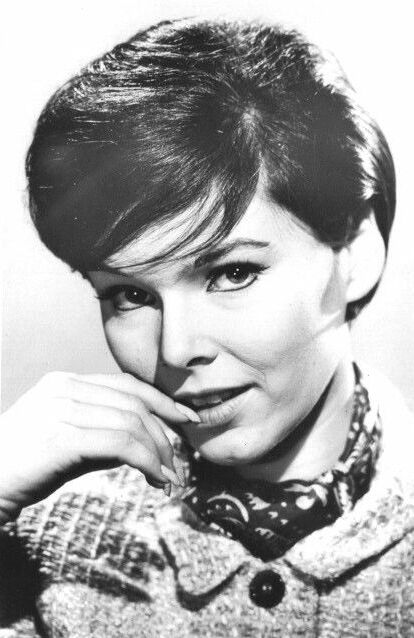
ایوون کریگ در سال ۱۹۶۷

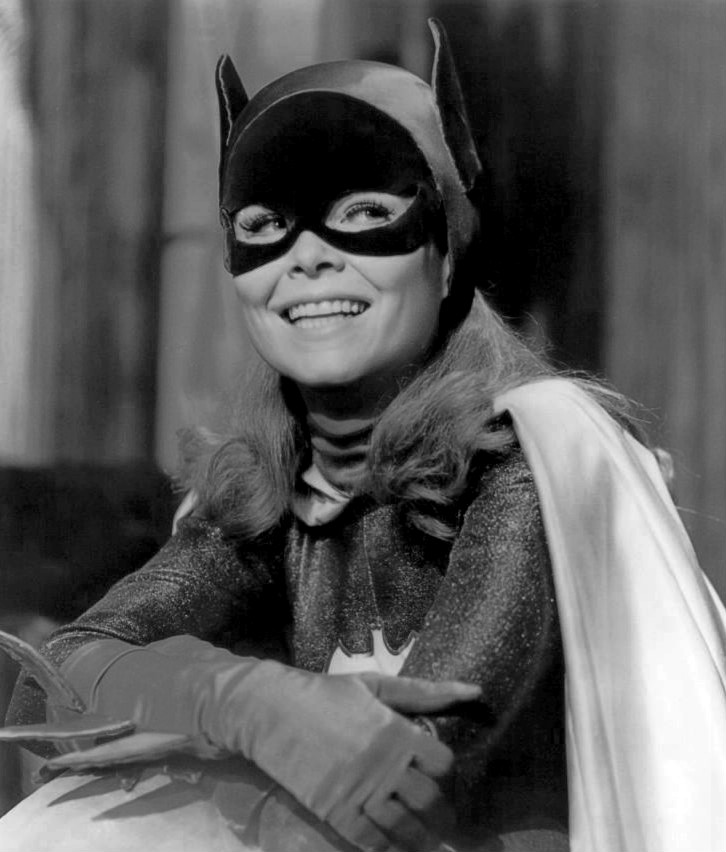
ایوون کریگ در نقش بت‌گرل در سریال بتمن